# Lasioglossum euryale
Lasioglossum euryale är en biart som beskrevs av Ebmer 1982. Lasioglossum euryale ingår i släktet smalbin, och familjen vägbin. Inga underarter finns listade i Catalogue of Life.